# Port-d'Envaux
Port-d'Envaux  é uma comuna francesa na região administrativa da Nova Aquitânia, no departamento de Charente-Maritime. Estende-se por uma área de 22,55  km². Em 2010 a comuna tinha 1 178 habitantes (densidade: 52,2 hab./km²).